# Singe-araignée de Geoffroy
Ateles geoffroyi · Singe-araignée aux mains noires
 (juin 2011).
Si vous disposez d'ouvrages ou d'articles de référence ou si vous connaissez des sites web de qualité traitant du thème abordé ici, merci de compléter l'article en donnant les références utiles à sa vérifiabilité et en les liant à la section « Notes et références ».
Espèce
Statut de conservation UICN

 EN A2c : En danger
Statut CITES
L’Atèle de Geoffroy ou Singe araignée aux mains noires (Ateles geoffroyi) est un primate d'Amérique centrale et du nord de l'Amérique du Sud, vivant essentiellement dans les arbres.

## Description et vie

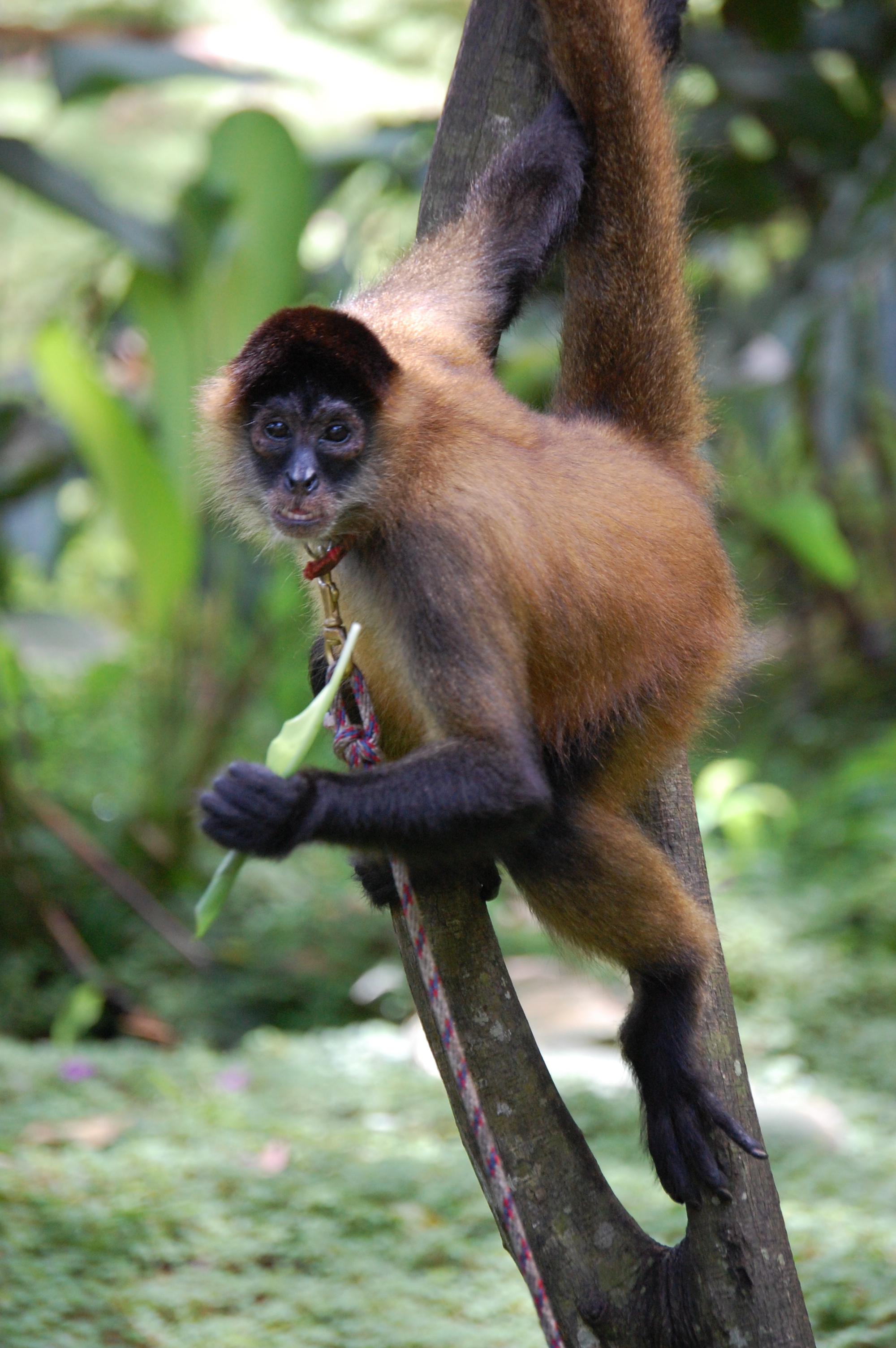
Ateles geoffroyi ornatus dans le sud du Costa Rica.

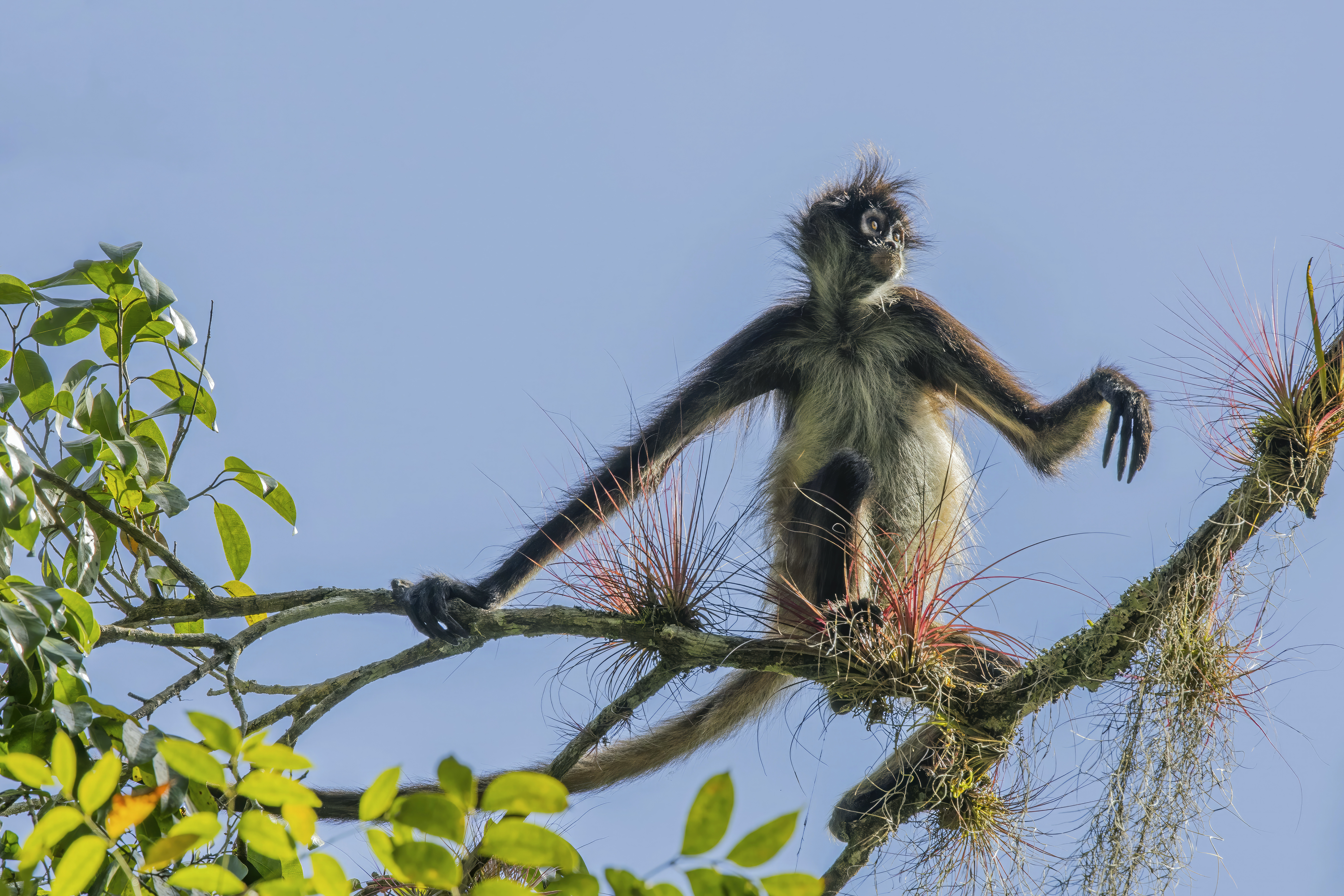
Un singe-araignée de Geoffroy vers Tikal au Guatemala. Février 2023.

Il présente de nombreuses variétés dont la coloration va du jaune au noirâtre.
Les singes araignées vivent en communauté, de 20 à 40 individus, se séparant parfois en sous-groupes pour la recherche d'aliments au cours de la journée.
Leur habitat va des plaines jusqu'à une altitude de 2 700 m. Ils sont principalement végétariens, avec entre 70 et 80 % de fruits, le reste en feuilles, noix, jeunes pousses, fleurs, plus rarement, écorce, racine, miel et insectes.
Après accouplement, la femelle donne naissance à un seul petit au bout d'environ 225 jours de gestation. Pendant 45 jours, le petit va s'accrocher sous le ventre de sa mère, ensuite il va rester sur le dos de sa mère pendant 90 jours. Il va ensuite progressivement s'émanciper sous le regard de sa mère qui va lui apprendre à s'alimenter, et ce pendant environ 1 an. Les femelles arrivent à maturité sexuelle au bout de 4 ans, les mâles au bout de 5 ans.
Leurs poids varient autour de 7 kg, entre 6 et 9 kg. Leur queue préhensile peut atteindre 50 cm de long et même plus : de 63 à 84 cm. Leurs longueurs va de 30 à 63 cm. Le nom des singes-araignées provient d'ailleurs de cette queue qui constitue presque une cinquième « patte », faisant penser aux araignées avec leurs huit pattes.

## Répartition
Cette espèce vit notamment au Costa Rica.

## Taxonomie
C'est une des 6 espèces d'atèles, de la sous-famille des atélinés.

## Sous-espèces

Ateles geoffroyi yucatanensis (Parc national de Tikal, Guatemala

Ce singe est représenté par 9 sous-espèces :
- Ateles geoffroyi yucatanensis ;
- Ateles geoffroyi vellerosus ;
- Ateles geoffroyi pan ;
- Ateles geoffroyi frontatus ;
- Ateles geoffroyi panamensis ;
- Ateles geoffroyi geoffroyi ;
- Ateles geoffroyi grisescens ;
- Ateles geoffroyi azuerensis ;
- Ateles geoffroyi ornatus.

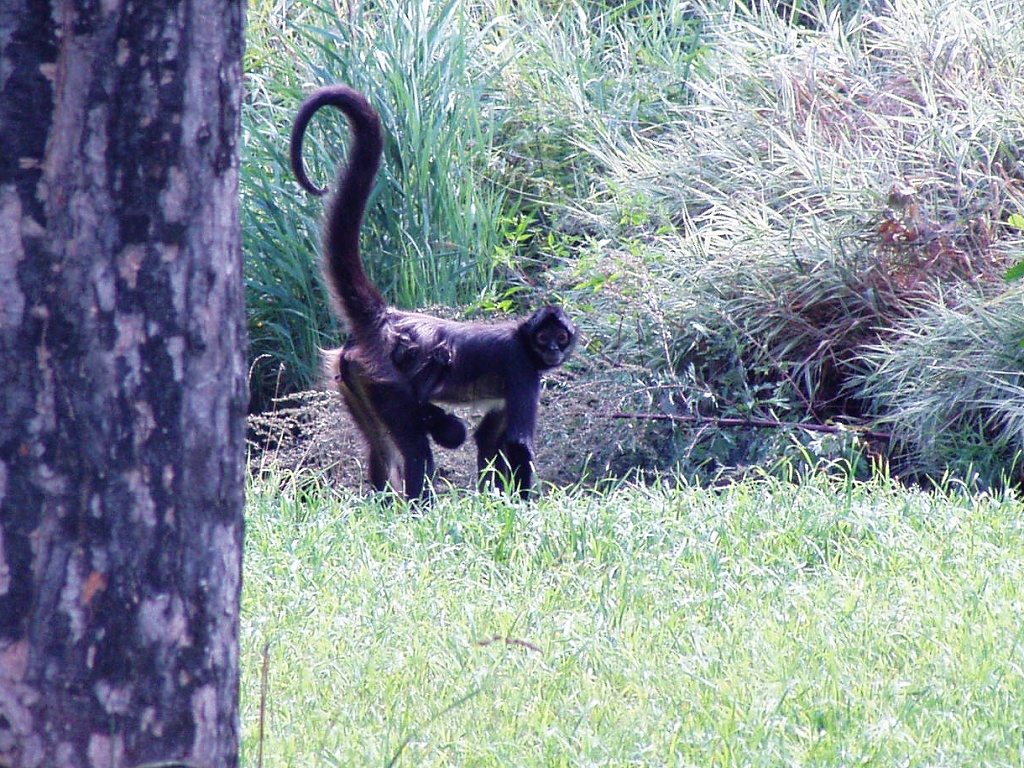
Ateles geoffroyi (zoo de Prague)
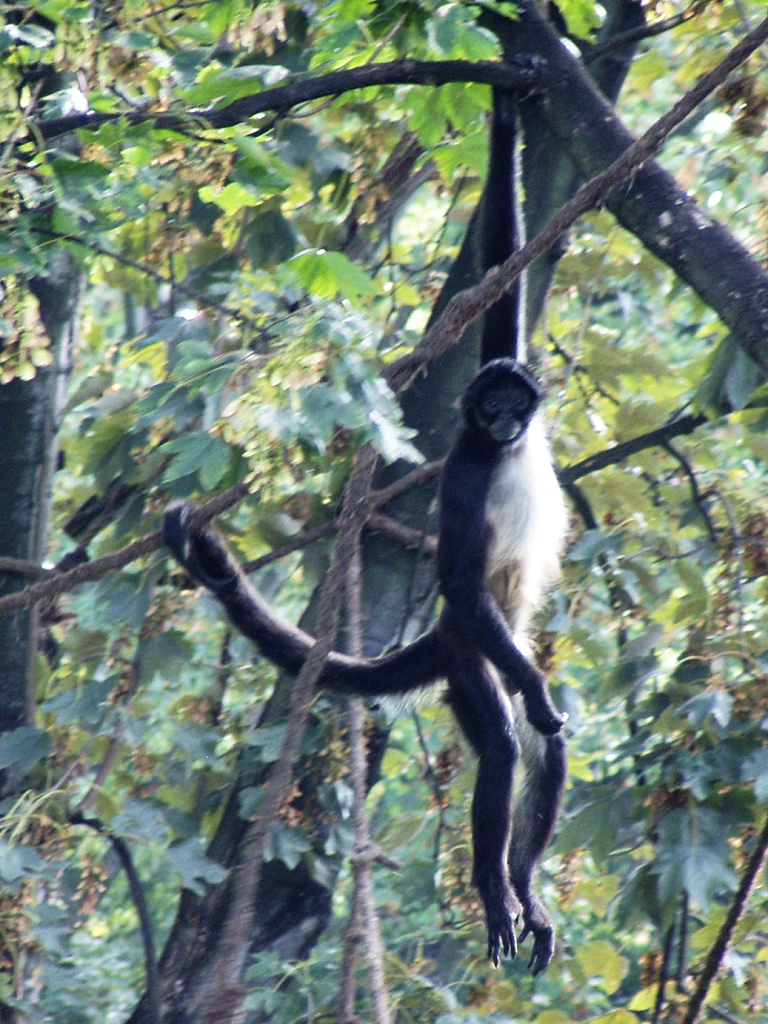
La queue épaisse et préhensile est caractéristique des atèles (zoo de Prague)

## Menaces et conservation
Le singe-araignée de Geoffroy est une des dix-huit espèces de primates néotropiques incluse entre 2000 et 2020 dans la liste des 25 espèces de primates les plus menacées au monde (incluse en 2016 et 2018).